# Cinemazone
Cinemazone er en dansk filmportal på internettet med informationer om både danske og udenlandske film.